# Murina rozendaali
Murina rozendaali är en fladdermusart som beskrevs av Hill och Francis 1984. Murina rozendaali ingår i släktet Murina och familjen läderlappar. IUCN kategoriserar arten globalt som sårbar. Inga underarter finns listade i Catalogue of Life.
Arten har 28 till 32 mm långa underarmar, en 30 till 35 mm lång svans, 13 till 14 mm stora öron och en vikt av 3,8 till 4,8 g. Ovansidans päls bildas av hår som är mörkbruna nära roten och gula eller gulbruna på spetsen. Undersidans hår är nära roten ljusbruna eller gula och vid spetsen vita. Hos Murina rozendaali förekommer rörformiga näsborrar. Hörtänderna är tydlig längre än de främre kindtänderna. Djurets svans är nästan helt inbäddad i svansflyghuden.
Denna fladdermus förekommer med några mindre och från varandra skilda populationer på Malackahalvön och på Borneo. Den lever i låglandet och i bergstrakter upp till 1500 meter över havet. Habitatet utgörs av skogar med dipterokarpväxter. Individerna vilar troligen i bladverket.
Murina rozendaali jagar flygande insekter och flyger därför tätt över marken.